# طرخشقون ضيق القرن
طرخشقون ضيق القرن (باللاتينية: Taraxacum stenoceras ) هو نوع نباتي يتبع جنس الطرخشقون من القبيلة الشيكورية.